# Medetera seriata
Medetera seriata är en tvåvingeart som beskrevs av Robinson 1975. Medetera seriata ingår i släktet Medetera och familjen styltflugor.
Artens utbredningsområde är Dominica. Inga underarter finns listade i Catalogue of Life.